# Евстратиос Гривас
Евстратиос (Стратос) Гривас (на гръцки: Στράτος Γρίβας) е гръцки шахматист, треньор и автор. Гросмайстор от 1993 г. Двукратен шампион на Гърция (1983 и 1996).

## Биография
Гривас е роден в Егио, Ахея. Израства в Атина, в квартал Калитея, след като семейството му се мести в гръцката столица през 1970 г. През 1979 г. се регистрира в ШК „Калитея“ и това е първият му досег със света на шахмата. Неговото шахматно развитие е незабавно и бързо, като само след 2 години печели гръцкото първенство за кадети, под треньорското ръководство на майстор Панайотис Дрепанеотис (1979-1981). Веднага става ясно, че Гривас е талантлив шахматист, способен на сериозни успехи в своя спорт.
Шахматната кариера на Гривас подвърждава високите очаквания от него, след като печели всички шахматни звания давани от Гръцката шахматна федерация и ФИДЕ. Негови треньори по време на възхода му са ММ д-р Николай Минев (1981-1982), ФМ Михалис Калоскамбис (1984-1986), ГМ Ефим Гелер (1987-1988) и ММ Николай Андрианов. Важна роля за развитието на Гривас като шахматист изиграва престоят му в Москва през 1984 г. и тренировките с видни представители на шахматния свят в съветската столица.

## Турнирни резултати
- 1982 –  Париж (3 м.)
- 1983 –  Кап Дагд (1 м.)
- 1984 –  Кардица (2 м.),  Букурещ (3 м.)
- 1985 –  Страсбург (2 м.)
- 1986 –  Мюнхен, ФРГ (2 м.);  Атина (1 м. на „Акрополис“)
- 1991 –  Ксанти (3 м. зад Крум Георгиев и Виктор Бологан);  Атина (1 м. на „Акрополис“)
- 1993 –  Гаусдал (2 м.)
- 1994 –  Рейкявик (3 м.)
- 1997 –  Лимасол (2 м.)

## Шахматни олимпиади
Участва на осем шахматни олимпиади. Изиграва 88 партии, постигайки 31 победи и 39 ремита. Средната му успеваемост е 57,4 процента. Носител е на сребърен индивидуален медал от последното му участие през 1998 г. През 1992 г. завършва реми с Крум Георгиев, а през 1998 г. не играе срещу българския национален отбор.
| Година | Организатор | Отбор  | Класиране (отборно) | Дъска    |
| 1984   | Солун       | Гърция | 31                  | Четвърта |
| 1986   | Дубай       | Гърция | 26                  | Трета    |
| 1988   | Солун       | Гърция | 27                  | Трета    |
| 1990   | Нови Сад    | Гърция | 49                  | Трета    |
| 1992   | Манила      | Гърция | 39                  | Трета    |
| 1994   | Москва      | Гърция | 43                  | Четвърта |
| 1996   | Ереван      | Гърция | 24                  | Четвърта |
| 1998   | Елиста      | Гърция | 36                  | Трета    |